# Тиханя

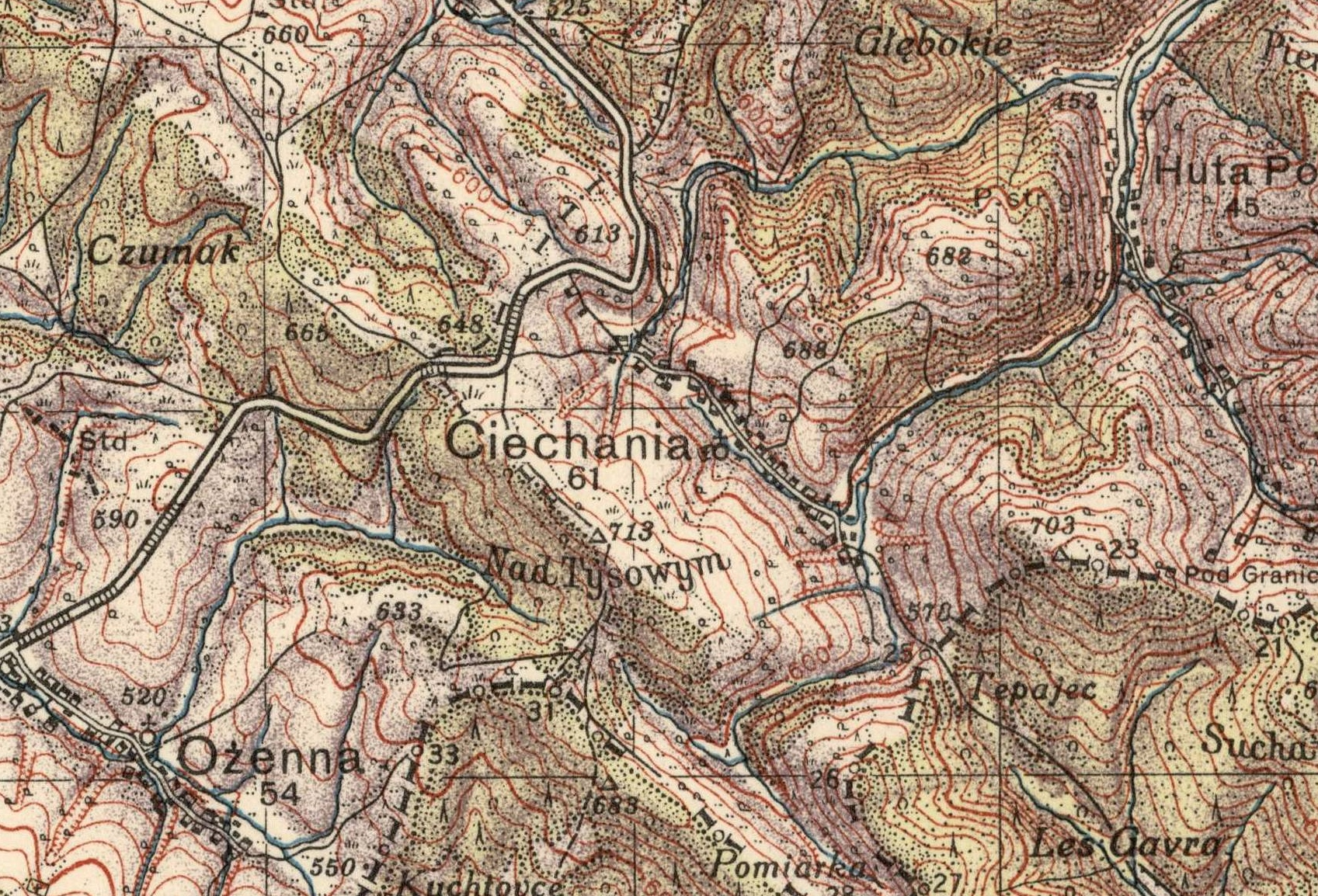
Тиханя на мапі «Яслиська» Військового Географічного Інституту в 1938 році, масштаб 1:100 000

Тиханя (пол. Ciechania) — колишнє лемківське село у Ясельському повіті Підкарпатського воєводства Республіки Польща. Територія входить до гміни Кремпна.

## Історія села
За податковим реєстром 1581 р. село було власністю за волоським правом Миколая Стадницького гербу Шренява у Бецькому повіті; село належало до парохії Мисцова, в селі було 2 селянські двори і господарство солтиса.
В 1790 р. збудовано дерев'яну церкву св. Миколая (розібрана після ДСВ).
У 1880 році в 53 будинках проживало 340 жителів (греко-католиків). 
Під час Першої світової війни все село згоріло, згоріли і парохіяльні документи, однак церква уціліла.
Тилявська схизма призвела до переходу до Польської православної церкви третини жителів, які в 1930 р. збудували православну церкву — зруйновану після 1945 р.  
В 1929 році два бандити з Кракова Зелінський і Качмарчик за наведенням Марії Сови з Гути Полянської застрелили пароха Тихані о. Данила Пирога з донькою Марією з метою пограбування. 
Станом на 1936 рік в селі проживало 253 греко-католики, 131 православний і 5 євреїв. На 1942. зазначали дописувачі «Малих друзів» «село мале, бо має лише 70 чисел… у школі нас є 80. В селі є дві церкви, школа, кооператива «Єдність» і У.О.Т.».
На 1.01.1939 село входило до ґміни Поляни Коросненського повіту Львівського воєводства, в селі було переважно лемківське населення: з 430 жителів села — 425 українців і 5 поляків.
До 1945 р. в селі була греко-католицька парохія Дуклянського деканату, до якої також входили Жидівське і Гута Полянська. Метричні книги провадились від 1878 р.
Село було дуже знищене під час Другої світової війни, оскільки входило до німецької оборонної лінії. У 1945 році мешканців села було переселено в СРСР.

## Пам'ятки
- Подвір'я колишньої церкви.
- Колишній цвинтар.
- Руїни німецької прикордонної застави 1944 р.
- Спостережна станція Магурського національного парку.